# Athletic Club 2004-2005 (femminile)
Questa voce raccoglie le informazioni riguardanti l'Athletic Club nelle competizioni ufficiali della stagione 2004-2005.

## Stagione
Nella stagione 2004-2005 l'Athletic Club ha disputato la Superliga Femenina, massima serie del campionato spagnolo femminile di calcio, concludendo al primo posto con 66 punti conquistati in 26 giornate, frutto di 20 vittorie, 6 pareggi e 0 sconfitte, distanziando di tre punti il Levante, e diventando campione di Spagna per la terza volta consecutiva. Con questo successo l'Athletic Club è diventato la prima squadra ad ottenere un trofeo di proprietà. Grazie alla vittoria del campionato ha anche guadagnato l'accesso alla UEFA Women's Cup 2005-2006. Nella Copa de la Reina è subito stato eliminato ai quarti di finale dal Levante. In UEFA Women's Cup 2004-2005 ha superato la prima fase a gironi, avendo concluso il proprio raggruppamento al primo posto, ma si è fermato al termine della seconda fase a gironi, avendo concluso al terzo posto dietro all'Arsenal e al Djurgården/Älvsjö.

## Rosa
Rosa e numeri come da sito ufficiale.
| N. |                   | Ruolo | Calciatrice       |
| -- | ----------------- | ----- | ----------------- |
| 1  | Spagna (bandiera) | P     | Uguzne Mezo       |
| 2  | Spagna (bandiera) | D     | Nerea Uriagereka  |
| 3  | Spagna (bandiera) | D     | Vanessa Rodríguez |
| 4  | Spagna (bandiera) | D     | Leire Zabala      |
| 5  | Spagna (bandiera) | D     | Marta Moreno      |
| 6  | Spagna (bandiera) | C     | Itziar Gurrutxaga |
| 7  | Spagna (bandiera) | C     | Gurutze Fernández |
| 8  | Spagna (bandiera) | D     | Tzibi             |
| 9  | Spagna (bandiera) | A     | Irune Murua       |
| 10 | Spagna (bandiera) | C     | Iraia Iturregi    |
| 11 | Spagna (bandiera) | C     | Arrate Orueta     |
| 14 | Spagna (bandiera) | C     | Zuriñe Gil García |
| 15 | Spagna (bandiera) | D     | Irantzu Castrillo |
| 16 | Spagna (bandiera) | C     | Amaia Olabarrieta |

| N. |                   | Ruolo | Calciatrice      |
| -- | ----------------- | ----- | ---------------- |
| 17 | Spagna (bandiera) | C     | Elisabeth Ibarra |
| 18 | Spagna (bandiera) | C     | Nerea Onaindia   |
| 19 | Spagna (bandiera) | A     | Erika Vázquez    |
| 20 | Spagna (bandiera) | A     | Eba Ferreira     |
| 21 | Spagna (bandiera) | C     | Lorena Sánchez   |
| 22 | Spagna (bandiera) | P     | Elixabete Capa   |
| 23 | Spagna (bandiera) | A     | Janire Beitia    |
| 24 | Spagna (bandiera) | C     | Ane Zarate       |
| 29 | Spagna (bandiera) | C     | Maitane Basualdo |
| 25 | Spagna (bandiera) | P     | Andere Legina    |
| 27 | Spagna (bandiera) | A     | Jessica Gómez    |
| 28 | Spagna (bandiera) | C     | Maider Real      |
| 29 | Spagna (bandiera) | C     | Maitane Basualdo |

## Statistiche
| Competizione     | Punti | In casa | In casa | In casa | In casa | In casa | In casa | In trasferta | In trasferta | In trasferta | In trasferta | In trasferta | In trasferta | Totale | Totale | Totale | Totale | Totale | Totale | DR  |
| Competizione     | Punti | G       | V       | N       | P       | Gf      | Gs      | G            | V            | N            | P            | Gf           | Gs           | G      | V      | N      | P      | Gf     | Gs     | DR  |
| ---------------- | ----- | ------- | ------- | ------- | ------- | ------- | ------- | ------------ | ------------ | ------------ | ------------ | ------------ | ------------ | ------ | ------ | ------ | ------ | ------ | ------ | --- |
| Superliga        | 66    | 13      | 11      | 2       | 0       | 51      | 10      | 13           | 9            | 4            | 0            | 26           | 5            | 26     | 20     | 6      | 0      | 67     | 15     | +52 |
| Copa de la Reina | -     | 1       | 0       | 0       | 1       | 0       | 2       | 1            | 0            | 0            | 1            | 0            | 2            | 2      | 0      | 0      | 2      | 0      | 4      | -4  |
| UEFA Women's Cup | -     | -       | -       | -       | -       | -       | -       | -            | -            | -            | -            | -            | -            | 6      | 3      | 2      | 1      | 25     | 10     | +15 |
| Totale           | -     | 14      | 11      | 2       | 1       | 51      | 12      | 14           | 9            | 4            | 1            | 26           | 7            | 34     | 23     | 8      | 3      | 92     | 29     | +63 |